# Michael Foale
Colin Michael Foale (Louth, 6 gennaio 1957) è un ex astronauta britannico naturalizzato statunitense.

## Biografia

### Carriera di astronauta
Nel 1983 è entrato nella NASA ed è stato selezionato come astronauta nel 1987. Ha volato per sei volte con lo Shuttle, diventando il primo astronauta britannico a compiere una passeggiata spaziale.
Nel 1992 ha volato con la missione STS-45, nel 1993 con la STS-56, nel 1995 con la STS-63, nella quale ha eseguito un'EVA di 4 ore, dopodiché è stato scelto per una missione di lunga durata sulla stazione spaziale russa Mir (1997); è partito con la STS-84 ed è rientrato con la STS-86. Nel corso della missione la Mir è stata urtata da una navetta Progress e Foale è stato costretto a compiere un'EVA di 6 ore per esaminare il danno. Nel 1999 è tornato in orbita con la STS-103, nella quale ha trascorso 8 ore nello spazio aperto per sostituire alcuni componenti del Telescopio spaziale Hubble.
Nel 2003 è stato nominato comandante dell'Expedition 8 ed ha trascorso 6 mesi nella Stazione spaziale internazionale con Aleksandr Kaleri.

## Vita privata
Foale è nato nella contea del Lincolnshire, nel 1957. Ha conseguito un dottorato in laboratorio di astrofisica all'Università di Cambridge, è sposato con Rhonda Butler ed ha due figli.